# Sharon Hill (borough)
Sharon Hill es un borough ubicado en el condado de Delaware en el estado estadounidense de Pensilvania. En el año 2000 tenía una población de 5,468 habitantes y una densidad poblacional de 2,776.7 personas por km².

## Geografía
Sharon Hill se encuentra ubicado en las coordenadas 39°54′23″N 75°16′16″O / 39.90639, -75.27111

## Demografía
Según la Oficina del Censo en 2000 los ingresos medios por hogar en la localidad eran de $42,436 y los ingresos medios por familia eran $48,146. Los hombres tenían unos ingresos medios de $37,500 frente a los $29,049 para las mujeres. La renta per cápita para la localidad era de $18,503. Alrededor del 11% de la población estaba por debajo del umbral de pobreza.